# Protosteliida
Protosteliida або Protosteliales — група грибоподібних організмів з односпоровими плодовими тілами, що її виділяли як порядок. Порядок був одним-єдиним у класі Protostelea, який включали до міксоміцетових слизовиків. Види об'єднували в порядок за морфологічною ознакою — наявністю так званої спороносної ніжки.
2009 року філогенетичні дослідження показали, що група складається щонайменше з шести ліній амебозоїв, відтоді її вважають поліфілетичною.

## Класифікація
Першим відомим представником є цераціомікса чагарникова (Ceratiomyxa fruticulosa). Під час розмноження вона підіймає свої спори над поверхнею на т.зв. спороносних ніжках, що нагадують стеблини. 
Наприкінці 1960-х років Ліндсі Олайв и Кармен Стоянович описали ще декілька видів мікроскопічних амеб, які також утворювали спори на ніжках. За цією ознакою їх виділили в окремий клас Protostelia (=Protosteliomycetes). 
1990 року Фредерік Шпігель показав, що два роди протостелід — протоспорангіум [=Protosporangium] і кластостеліум [=Clastostelium] — дуже схожі на міксоміцетів. Це спостереження призвело до припущення, що протостеліди можуть бути проміжною еволюційною ланкою між лінією міксоміцетів та типовими амебами.
Однак філогенетичне дослідження Лори Чедвік і Фредеріка Шпігеля зі співавторами, яке було опубліковано 2009 року, показало, що протостеліди взагалі не утворюють монофілетичної групи, а складаються щонайменше з шести різних ліній, які розкидано між доволі віддаленими гілками супергрупи амебозоїв (Amoebozoa).
Усі вони незалежно «винаходили» ніжку для піднесення спор над поверхнею субстрату, бо вона збільшує шанси для перенесення вітром. 

## Характеристика
Живуть на поверхні стовбурів мертвих дерев, на ґрунті серед опалого листя та органічних решток. Живляться бактеріями, цвіллю, дріжджовими грибками. Більшість видів малопомітні у природі, лише деякі з них мають вигляд білого нальоту на субстраті.
Трофічна стадія, як правило, складається з одноклітинних і неклітинних амебоїдних форм (так званих протопластів[усталений термін?]). Деякі види утворюють джгутикові протопласти[джерело?]. Нарешті, деякі роди мають трофічну стадію, що складається з багатоядерного плазмодію.
Спорангії утворюються безпосередньо з протопластів або з фрагментів плазмодію з порожнистими стеблами, що містять целюлозу. Їх легко відрізнити від справжніх грибів за тим, що плодоносні тіла не проростають із гіф.